# Takekoma Inari-jinja
Le Takekoma Inari-jinja (竹駒稲荷) est le deuxième plus ancien sanctuaire shinto consacré au kami japonais Inari. Situé dans la ville d'Iwanuma, préfecture de Miyagi, il est établi au IXe siècle, peut-être par Ono no Takamura.
Le Takekoma Inari-jinja organise tous les ans un festival le premier jour du cheval (le sixième jour) du deuxième mois du calendrier luni-solaire; Ces dernières années, le sanctuaire célèbre l'événement un dimanche de février ou au début mars. Ce festival attire environ 250 000 participants. Le sanctuaire abrite aussi un musée d'équitation.

## Source
- Karen Ann Smyers. (1999). The Fox and the Jewel: Shared and Private Meanings in Contemporary Japanese Inari Worship. Honolulu: University of Hawaii Press.  (ISBN 0824820584 et 9780824820589);  (ISBN 0824821025 et 9780824821029); OCLC 39523475